# ژان تریکار
ژان تریکار (انگلیسی: Jean Tricart; ۱۶ سپتامبر ۱۹۲۰ – ۶ مهٔ ۲۰۰۳) جغرافی‌دان اهل فرانسه بود.

## آثار
- اشکال ناهمواری در نواحی خشک